# Дагуа
Дагуа (исп. Dagua) — город и муниципалитет на западе Колумбии, на территории департамента Валье-дель-Каука. Входит в состав Южного субрегиона.

## История
Поселение, из которого позднее вырос город, было основано 20 июля 1909 года.

## Географическое положение

Муниципалитет Дагуа

Город расположен в южной части департамента, в гористой местности Западной Кордильеры, на берегах реки Дагуа, на расстоянии приблизительно 23 километров к северо-западу от города Кали, административного центра департамента. Абсолютная высота — 882 метра над уровнем моря.
Муниципалитет Дагуа граничит на севере с территорией муниципалитета Дарьен, на западе и юго-западе — с муниципалитетом Буэнавентура, на юго-востоке — с муниципалитетом Кали, на востоке — с муниципалитетом Ла-Кумбре, на северо-востоке — с муниципалитетом Рестрепо. Площадь муниципалитета составляет 886 км².

## Население
По данным Национального административного департамента статистики Колумбии, совокупная численность населения города и муниципалитета в 2015 году составляла 36 400 человек.
Динамика численности населения муниципалитета по годам:
| 2005   | 2006   | 2007   | 2008   | 2009   | 2010   | 2011   | 2012   | 2013   | 2014   | 2015   |
| ------ | ------ | ------ | ------ | ------ | ------ | ------ | ------ | ------ | ------ | ------ |
| 35 270 | 35 421 | 35 515 | 35 598 | 35 704 | 35 817 | 35 927 | 36 043 | 36 153 | 36 277 | 36 400 |

Согласно данным переписи 2005 года мужчины составляли 51,1 % от населения Дагуа, женщины — соответственно 48,9 %. В расовом отношении белые и метисы составляли 58,8 % от населения города; негры, мулаты и райсальцы — 39 %; индейцы — 2,2 %.
Уровень грамотности среди всего населения составлял 88,4 %.

## Экономика
Основу экономики Дагуа составляют сельское хозяйство и лесозаготовка.
56 % от общего числа городских и муниципальных предприятий составляют предприятия торговой сферы, 32,6 % — предприятия сферы обслуживания, 9,5 % — промышленные предприятия, 1,9 % — предприятия иных отраслей экономики.

## Транспорт
Через город проходит национальное шоссе № 19 (исп. Ruta Nacional 19).